# Grau Records
grau Records ist ein 2002 gegründetes Independent-Label.

## Geschichte
Das von Thomas Wahl gegründete Label grau Records veröffentlichte 2002 mit The Mantle von Agalloch unter der Katalognummer grau 001 den ersten Tonträger des Labels. Im darauf folgenden Jahr erschien Gardens of Gehennas letztes Studioalbum Mechanism Masochism. Es folgten sporadisch Tonträgerveröffentlichungen von Interpreten wie Mourning Beloveth, Longing for Dawn und Saturnus bis zum Fäulnis-Album Antikult mit der Katalognummer grau 024 im Jahr 2017. Weitere Veröffentlichungen blieben aus. Seither agiert grau als Versandhandel.

## Katalog
| Interpret                | Titel                         | Format | Jahr | Katalog-Nr. |
| ------------------------ | ----------------------------- | ------ | ---- | ----------- |
| Agalloch                 | The Mantle                    | Album  | 2002 | grau 001    |
| Gardens of Gehenna       | Mechanism Masochism           | Album  | 2003 | grau 002    |
| Mourning Beloveth        | A Murderous Circus            | Album  | 2005 | grau 003    |
| Mourning Beloveth        | Dust                          | Album  | 2006 | grau 004    |
| Mourning Beloveth        | The Sullen Sulcus             | Album  | 2006 | grau 005    |
| Agalloch                 | Ashes Against the Grain       | Album  | 2006 | grau 006    |
| Longing for Dawn         | A Treacherous Ascension       | Album  | 2007 | grau 007    |
| Saturnus                 | Veronika Decides to Die       | Album  | 2006 | grau 008    |
| Keen of the Crow         | Premonition                   | EP     | 2006 | grau 009    |
| Mael Mórdha              | Gealtacht Mael Mórdha         | Album  | 2007 | grau 010    |
| Keen of the Crow         | Hyborea                       | Album  | 2007 | grau 011    |
| Mael Mórdha              | Cluain Tarḃ                   | Album  | 2008 | grau 012    |
| Mourning Beloveth        | A Disease for the Ages        | Album  | 2008 | grau 013    |
| Longing for Dawn         | Between Elation and Despair   | Album  | 2009 | grau 014    |
| Mael Mórdha              | Manannán                      | Album  | 2010 | grau 015    |
| Fall of Empyrean         | A Life Spent Dying            | Album  | 2010 | grau 016    |
| Pantheist                | Pantheist                     | Album  | 2011 | grau 017    |
| Pantheist                | O Solitude                    | Album  | 2015 | grau 018    |
| Pantheist                | Amartia                       | Album  | 2012 | grau 019    |
| Pantheist                | Journey Through Lands Unknown | Album  | 2013 | grau 020    |
| Funeral                  | Oratorium                     | Album  | 2012 | grau 021    |
| The Fall of Every Season | Amends                        | Album  | 2013 | grau 022    |
| Mourning Beloveth        | Formless                      | Album  | 2013 | grau 023    |
| Fäulnis                  | Antikult                      | Album  | 2017 | grau 024    |